# ガリフナ
ガリフナ（Garifuna people、複数形はGarinagu）は、アフリカ系の人々と小アンティル諸島のアラワク族との間の混血を祖先に持つ人々の総称である。
かつて、イギリス帝国植民地管理局は、「ブラック・カリブとガリフナ」（Black Carib and Garifuna）という用語を使いて、アメリカ州の先住民族のうち、奴隷として連行されてきたアフリカ人たちと姻戚関係を持たなかった集団である「イエロー・カリブ」（Yellow Carib）や「レッド・カリブ」（Red Carib）と区別した。アフリカ人たちと全く姻戚関係を持たなかった先住民の集団は、今も小アンティル諸島に現存する。
現在では、ガリフナは主に中央アメリカのベリーズ、グアテマラ、ニカラグア、そしてホンジュラス（本土及びロアタン島）のカリブ海沿岸に居住する。また一方で、アメリカ合衆国内にも主にロサンゼルス、マイアミ、ニューヨークやその他主要都市に、ガリフナのダイアスパラ・コミュニティが存在する。

## 歴史
小アンティル諸島の人々は植民地化に対して根強く抵抗していたが、1797年にセントビンセント島の住民がイギリスに敗北すると、イギリスは島の住民をホンジュラスの北にあるロアタン島に移した。ガリフナはそこから中央アメリカ各地に移住した。ガリフナは武勇に優れ、航海術にもたけていたため、当時中央アメリカを支配していたスペイン人はガリフナを歓迎した。19世紀にハイチの内戦を逃れてきた人々と通婚したため、ガリフナのアフリカ系の血はより濃くなった。
第二次世界大戦中および戦後にかけて、ガリフナはニューヨーク、ニューオーリンズ、モービルなどを目的地とするアメリカ合衆国の船で働き、その結果アメリカ合衆国にもガリフナが住むようになった。現在ガリフナは中央アメリカ諸国とアメリカ合衆国の都市に住んでいる。
グアテマラのイサバル県に住むガリフナは黒い皮膚のために差別を受けているが、ホンジュラスやベリーズではそういうことはない。

## 言語
ガリフナは本来のアラワク語族系統の言語を維持しているが、スペイン語や英語などの他の言語の強い影響を受けている。

## 宗教
現在では、大多数のガリフナは表向きの記録上ではカトリック教会の信者で、その他に他宗教の信者もいる、ということになっている。しかし実際には、カトリックに改宗する前に現地で根付いていた伝統的信仰と混合した形態での信仰がガリフナの宗教事情である。ブュエイ（buyei）と呼ばれる祈祷師がガリフナでの伝統的宗教儀式の一切を取り仕切る。ガリフナでの伝統的宗教儀式には、起源がアフリカにある他部族が執り行うブードゥー教儀式との類似点も見受けられる。神秘主義的儀式やドゥグ（英語: Dugu）方式の葬儀なども広くガリフナ社会に浸透している。ベリーズのSein Bightやダンリガでは、空中浮揚の儀式の目撃談もあるという。
また、宗教的少数派の中には、ラスタファリ運動を実践するラスタファリアンも存在し、主にベリーズのダンリガやベリーズシティ、そしてグアテマラのリビングストン
で生活している。

## 文化
2001年にユネスコは、ニカラグア、ホンジュラス、ベリーズ、グアテマラ地域におけるガリフナの言語、舞踏、音楽に対して、人類の口承及び無形遺産の傑作の宣言を行い、2008年に無形文化遺産として登録された。2005年、ニカラグアのコーン諸島において第1回ガリフナ国際サミットが開催され、他の中央アメリカ諸国政府が参加し、2003年のユネスコ協定の批准などが行われた。

## 遺伝学的観点
ある遺伝学的研究によると、遺伝学的に見たガリフナの起源は、平均的に76%がサブサハラアフリカ系、20%がアラワク族又は小アンティル諸島先住民系、4%がヨーロッパ人系である、という研究結果が出ている。

## 経済
ガリフナ文化はガリフナ・コミュニティ周辺地域の経済環境に大きく影響を受けている。それ故に、ガリフナ・コミュニティの経済環境も周辺地域の影響を極端に受けやすい傾向にある。都市部から遠く離れた人里離れた地域に存在することから、ガリフナのコミュニティ内には経済的機会がほとんどないので、ガリフナ・コミュニティがある熱帯雨林地域などの極端な商業化による環境破壊その他の弊害を懸念する声が多く上がっている。

## ガリフナの著名人
| - アンディ・パラシオ - ジョセフ・シャトイヤー - アウレリオ・マルティネス - テオドロ・パラシオス・フローレス - ロイ・カイエタノ（Roy Cayetano） - ジョセフ・パラシオ（Joseph Palacio） - ルーベン・レイエス（Ruben Reyes） |  | - ルーサー・カスティーヨ・ハリー（Luther Castillo Harry） - サルバドール・スアソ（Salvador Suazo） - ビクター・ビルジリオ・ロペス・ガルスィア（Victor Virgilio Lopez García） - ベルナルド・マルティネス・バレリオ - ポール・ナボル - ジョシュア・マルティネス（Joshua Martinez） |

## 関連文献
- 国本伊代 編『カリブ海世界を知るための70章』明石書店、2017年。
  - 三吉美加『カリブ海島嶼のマイノリティ』。